# Vitis coignetiae
Vigne du Japon, Vigne de Coignet
Espèce
Classification APG III (2009)
Vitis coignetiae ou vigne de Coignet (ou vigne du Japon) est une espèce d'arbrisseau sarmenteux de la famille des Vitaceae, à raisins rouges, originaire du nord-est de l'Asie.

## Étymologie et histoire
Le nom d'espèce est dédié à Mme Coignet de Lyon qui en rapporta des graines au retour d'un voyage au Japon en 1875. Elle les donna à son père, Jean Sisley, horticulteur lyonnais, qui en envoya à Victor Pulliat, ampélographe et vigneron du Beaujolais, amateur de vignes exotiques, qui en donna la première description botanique.
Cette vigne fut aussi rapportée en 1884 des régions neigeuses du Japon par Henri Degron, envoyé dans ce pays pour rechercher des vignes sauvages résistantes au phylloxera. Degron envoya des plants au professeur Planchon de la Faculté de Pharmacie de Montpellier qui la nomma Vitis coignetiae mais ne la retint pas en raison de sa faible résistance au phylloxera. Degron en fit une plantation à Crespières, en Seine-et-Oise, où un pied exposé au nord atteignit une longueur de 32,8 mètres et une hauteur de cep de 2,8 mètres. Sous le climat normand, ce cépage donne un vin âpre, très riche en couleur et en extrait.
Au Japon, cette vigne est connue sous le nom de ヤマブドウ yama-budō (littéralement "vigne de montagne"), en Corée de meoru.
Variété : Vitis coignetiae var. glabrescens

## Description
La vigne de Coignet est une plante sarmenteuse très vigoureuse, développant de jeunes pousses de couleur pourpre.
Les feuilles caduques sont de grande taille (15 à 30 cm de diamètre), simples, orbiculaires, dentées, avec un profond sinus pétiolaire. D'abord vertes, elles virent au rouge orangé à l'automne.
Dans l'espèce sauvage, on trouve des pieds à fleurs femelles, des pieds à fleurs mâles et des pieds à fleurs hermaphrodites (triécie).
Les grappes sont volumineuses, à petits grains pourpres et à gros pépins.

## Écologie
La distribution d'origine s'étend du Japon (Hokkaido, Honshū et Shikoku), de l'île de Sakhaline (Russie) à la Corée.
La vigne de Coignet pousse dans les régions froides et humides. On la trouve dans les régions montagneuses du Japon et jusqu'à 1300 m d'altitude en Corée.

## Composition
Le raisin de Vitis coignetiae contient des composés phénoliques responsables de certains caractères organoleptiques (couleur, amertume) et aux propriétés antioxydantes intéressantes sur le plan de la santé. Une étude comparative a montré que la pellicule des grains de raisin de Coignet était un peu plus riche en polyphénols que le Muscat d'Alexandrie (un cépage de Vitis vinifera) mais que les pépins en était plus pauvres. Comparée globalement au muscat d'Alexandrie, cette composition donne une activité antioxydante équivalente pour la pellicule et plus faible pour les pépins.
Plusieurs stilbénoïdes ont été identifiés, faisant au total 127 mg/100g ms. Le ptérostilbène domine, suivi par l'astringine.
| Les stilbènes de Vitis coignetiae Gluc=O-β-D-glucosyl |                    |      |    |      |     |      |     |                   |
| Nom                                                   | Taux mg/100 g M.S. | R3   | R4 | R5   | R’3 | R’4  | R’5 | Squelette carboné |
| t-ptérostilbène                                       | 54,71              | OCH3 | H  | OCH3 | H   | OH   | H   |                   |
| astringine                                            | 36,73              | Gluc | H  | OH   | OH  | OH   | H   |                   |
| t-picéide                                             | 20,11              | Gluc | H  | OH   | H   | OH   | H   |                   |
| rhapontigénine                                        | 5,25               | OH   | H  | OH   | H   | OCH3 | OH  |                   |
| t-resvératrol                                         | 2,48               | OH   | H  | OH   | H   | OH   | H   |                   |

La couleur rouge intense du raisin est due à la présence d'anthocyanes
(des diglucosides de cyanidine, de pétunidine, de malvidine, de péonidine et des glucosides de delphinidine et de malvidine), manifestant in vitro une activité anti-invasive sur les cellules du cancer du colon.

## Utilisations
- Alimentaire

En Corée, le raisin de V. coignetiae est consommé frais et servait traditionnellement à faire des boissons alcoolisées. Il est actuellement cultivé pour produire du vin.
Au Japon, la première culture de yama-budō (V. coignetiae) pour la production de vin date des années 1980. Quelques entreprises viticoles produisent un vin âpre et aigrelet qui est adouci par l'addition de sucre. Outre le vin, on transforme également le yama-budō en jus et en confiture.
- Ornementales

La vigne de Coignet est utilisée comme plante ornementale pour son feuillage d'automne qui vire au rouge lie-de-vin puis à l'écarlate.
- Médicinales

Le raisin a été traditionnellement utilisé en médecine populaire coréenne pour le traitement des inflammations et des cancers.